# Annett Gamm
Annett Gamm (Dresde, Alemania, 28 de mayo de 1977) es una clavadista o saltadora de trampolín alemana especializada en plataforma de 10 metros, donde consiguió ser medallista de bronce mundial en 2007 en los saltos sincronizados.

## Carrera deportiva
En el Campeonato Mundial de Natación de 2007 celebrado en Melbourne (Australia) ganó la medalla de bronce en los saltos sincronizados desde la plataforma de 10 metros, con una puntuación de 306 puntos, tras las chinas (oro con 361 puntos) y las australianas (plata con 324 puntos), siendo su compañera de saltos Nora Subschinski.